# Kupa na Sŭvet·skata armiya 1948
La Coppa dell'Esercito sovietico 1948 è stata la 3ª edizione di questo trofeo, e l'8ª in generale di una coppa nazionale bulgara di calcio, terminata il 9 maggio 1948. Il Lokomotiv Sofia ha vinto il trofeo per la prima volta.

## Primo turno
| Squadra 1         | Risultato | Squadra 2       |
| ----------------- | --------- | --------------- |
| Dorostol Silistra | 3 – 0     | Montana         |
| Slivniški Geroj   | 1 – 5     | Lokomotiv Sofia |

## Quarti di finale
| Squadra 1       | Risultato | Squadra 2                |
| --------------- | --------- | ------------------------ |
| Belasica Petrič | 1 – 2     | Slavia-Chengelov Plovdiv |
| Zagorets        | 0 – 2     | Lubislav Burgas          |
| Dobrudža        | 3 – 1     | Vinarov Pleven           |
| Lokomotiv Sofia | 7 – 0     | Dorostol Silistra        |

## Semifinali
| Squadra 1                | Risultato | Squadra 2       |
| ------------------------ | --------- | --------------- |
| Lubislav Burgas          | 0 - 3     | Lokomotiv Sofia |
| Slavia-Chengelov Plovdiv | 3 - 0     | Dobrudža        |

## Finale
| Arbitro: | Stefan Danchev |

|              |           |  |
| Stefanov 33’ | Marcatori |  |